# Ейжа Гоґан-Рочестер
Ейжа Гоґан-Рочестер (англ. Asia Hogan-Rochester) — канадська регбістка, олімпійська медалістка. 
Срібну олімпійську медаль Гоґан-Рочестер виборола на Паризькій олімпіаді 2024 року
в складі збірної Канади з регбі-7.